# La Chapelle-Naude
La Chapelle-Naude település Franciaországban, Saône-et-Loire megyében. Lakosainak száma 496 fő (2022. január 1.). La Chapelle-Naude Louhans, Bantanges, Bruailles, Ménetreuil, Montpont-en-Bresse, Sainte-Croix-en-Bresse és Sornay községekkel határos.

## Népesség
A település népességének változása:
| Lakosok száma | 559  | 570  | 562  | 531  | 512  | 504  | 498  | 491  | 496  |
|               | 2013 | 2015 | 2016 | 2017 | 2018 | 2019 | 2020 | 2021 | 2022 |